# Tutte le funtanelle
Tutte le funtanelle è una canzone popolare dialettale abruzzese d'autore ignoto.
Brano antico e simbolico, è una canzone d'amore composta di tre strofe intervallate da un ritornello. Ha conosciuto diverse trascrizioni, e in particolare era tenuta in alta considerazione da Guido Albanese (autore della celeberrima Vola vola vola), che non solo ne offrì una propria versione, ma vi aprì una suite, a significare continuità tra canzone «popolare» e «d'autore».
Gian Carlo Bregani, che a sua volta armonizzò la canzone, l'attribuì erroneamente al D'Annunzio, laddove tutte le fonti la segnalano invece come brano anonimo. L'equivoco nasce dal fatto che il Vate citò effettivamente Tutte le funtanelle nel romanzo Il trionfo della morte, fornendone anche un testo completo e certamente attendibile.
La canzone era popolare, dell'area di Ortona, fu trascritta e armonizzata da Ettore Montanaro, Guido Albanese e padre Giuseppe Di Pasquale per i vari cori.

## Testo
Il testo trascritto dal D'Annunzio è il seguente. La traduzione delle tre strofe è dello stesso poeta.
| Dialetto abruzzese | Lingua italiana |
| --- | --- |
| Tutte le funtanelle se sò sseccate. Pover'amore mi'! More de sete. (Rit.) Tromma larì lirà llarì llallera, tromma larì lirà, vvivà ll'amore! Amore mi tè set'e mmi tè sete. Dovèlle l'acque che mme si purtate? (Rit.) T'ajje purtate 'na ggiarre de crete, nghe ddu' catene d'ore 'ngatenate. (Rit.) | Tutte le fontane sono secche. Povero amor mio! Muore di sete. (Rit.) Tromma larì lirà llarì llallera, Tromma larì lirà, viva l'amore! O amore, ho sete, ho sete. Dov'è l'acqua che m'hai portata? (Rit.) Ti ho portata una giara di creta, incatenata con una catena d'oro. (Rit.) |

Strofa e ritornello si compongono entrambi di un distico, e il ritornello è occupato in gran parte da «vocalizzi». È più comune tuttavia una versione in cui i «vocalizzi» occupano solo gli emistichi dei due versi, cosicché il primo verso suona «Tromma larì lirà, l'amore è belle» e non «Tromma larì lirà llarì llallera». Il testo è privo di rima, ma i distici delle strofe ricorrono all'omoteleuto.
D'Annunzio pone il canto in bocca al personaggio di Favetta, che intona la strofa, e ad altre quattro ragazze, che ribattono il ritornello.